# شيخ أنوار الحق
الشيخ أنور الحق ((بالأردوية: شیخ انوار الحق)‏، 11 مايو 1917 – 3 مارس 1995)، كان رجل قانون باكستاني وأكاديمياً شغل منصب رئيس القضاة التاسع لباكستان من 23 سبتمبر 1977 حتى استقالته في 25 مارس 1981.
تلقى تعليمه كخبير اقتصادي في كلية DAV وجامعة البنجاب في لاهور، وعمل موظفاً مدنياً في الخدمة المدنية الهندية، حيث تم تعيينه لقيادة الحكم البلدي في الهند البريطانية في عام 1944. واستمر في الخدمة المدنية بعد استقلال باكستان نتيجة لتقسيم الهند البريطانية عام 1947، ثم رُقي لاحقاً إلى منصب قاضٍ في محكمة السند العليا عام 1957.
في عام 1962، تم ترشيحه للخدمة في المحكمة العليا ثم عُين لاحقاً رئيساً لقضاة محكمة لاهور العليا في عام 1970 قبل إعادة تعيينه في منصب كبير قضاة المحكمة العليا الباكستانية في عام 1971. وفي عام 1972، حصل على شُهرَة عامة ودولية عندما شارك في رئاسة لجنة التحقيق في الحرب مع رئيس المحكمة العليا حمود الرحمن للتحقيق في الانهيار الاقتصادي والعسكري لباكستان في حرب ضد الهند في عام 1971 أدت إلى استقلال باكستان الشرقية تحت اسم بنغلاديش.
كان معروفاً بميولاته القضائية الفلسفية المحافظة، وقد ترك بصمة في التاريخ السياسي للبلاد لإضفاء الشرعية للقوانين العسكرية التي أقرها رئيس أركان الجيش الجنرال ضياء الحق لاستعادة القانون والنظام، في ضوء عقيدة الضرورة، التي تُعتبر جزءاً من ميولاته المحافظة. كما استمع إلى قضية ذو الفقار علي بوتو وأيد بشكل مثير للجدل حكم الإعدام الصادر عن محكمة لاهور العليا لإجازته قتل معارض سياسي.